# Brücke (Künstlergruppe)

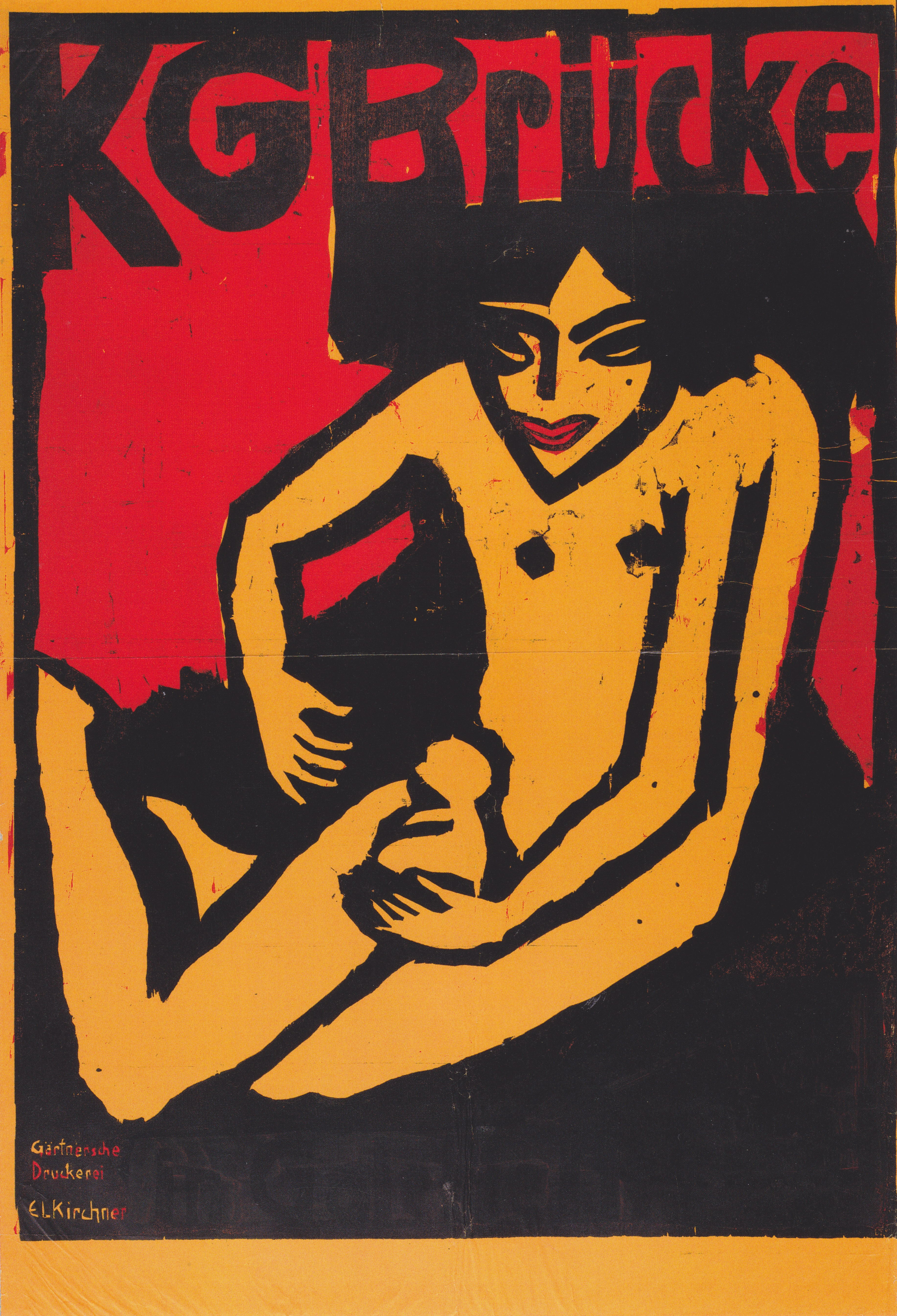
Ernst Ludwig Kirchner: Ausstellungsplakat der Galerie Arnold in Dresden, 1910

Brücke war eine Künstlergruppe (auch „KG Brücke“), die heute als wichtiger Vertreter des Expressionismus und als Wegbereiter der klassischen Moderne gilt. Sie wurde am 7. Juni 1905 in Dresden von den vier Architekturstudenten Ernst Ludwig Kirchner, Fritz Bleyl, Erich Heckel und Karl Schmidt-Rottluff gegründet und im Mai 1913 in Berlin aufgelöst. Weitere Mitglieder waren Max Pechstein, Otto Mueller und Cuno Amiet, kurzzeitig auch Emil Nolde und Kees van Dongen.

## Name
Der Name „Brücke“ geht auf Schmidt-Rottluff zurück. Nicht abschließend geklärt ist, ob er sich damit auf die vielen Brücken Dresdens bezog, die den Künstlern häufig als Motiv dienten, oder ob es sich um eine Metapher für den Willen zum Aufbruch in der Kunst und die Überwindung alter Konventionen handeln sollte. Heckel schrieb über die Namengebung in sein Tagebuch: „Wir haben natürlich überlegt, wie wir an die Öffentlichkeit treten könnten. Eines Abends sprachen wir auf dem Nachhauseweg wieder davon. Schmidt-Rottluff sagte, wir könnten das Brücke nennen – das sei ein vielschichtiges Wort, würde kein Programm bedeuten, aber gewissermaßen von einem Ufer zum anderen führen.“

## Charakterisierung und Ziele
Die Ziele der Künstlergruppe standen im Gründungsjahr noch nicht fest. „Wovon wir weg mussten, war uns klar – wohin wir kommen würden, stand allerdings weniger fest“, erinnerte sich Heckel später.

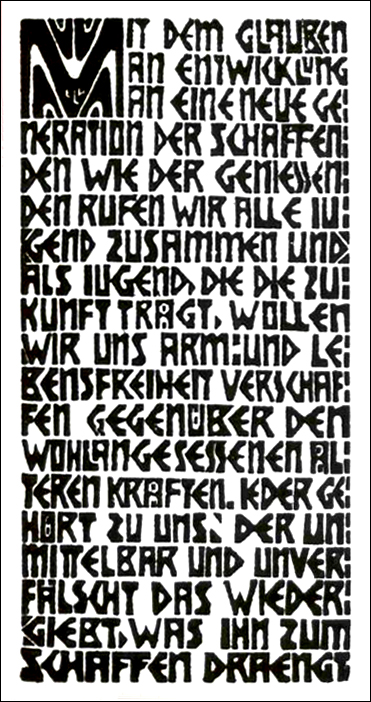
Programm der Brücke, 1906, Holzschnitt von Ernst Ludwig Kirchner

Das von Kirchner verfasste Programm wurde am 9. Oktober 1906 in der Elbtal-Abendpost der Öffentlichkeit präsentiert. Kirchner fertigte einen Holzschnitt an, auf dem er das Programm wiedergab. Ein zur gleichen Zeit in Dresden herausgegebener Handzettel enthielt den Programmtext in folgender Form: „Mit dem Glauben an Entwicklung, an eine neue Generation der Schaffenden wie der Geniessenden rufen wir alle Jugend zusammen. Und als Jugend, die die Zukunft trägt, wollen wir uns Arm- und Lebensfreiheit verschaffen gegenüber den wohlangesessenen, älteren Kräften. Jeder gehört zu uns, der unmittelbar und unverfälscht wiedergibt, was ihn zum Schaffen drängt.“
Zu den erklärten Zielen der „Brücke“ gehörte ein einheitlicher Gruppenstil. Wesentliche malerische Merkmale sind eine kontrastreiche, intensive Benutzung von Farbe, die Veränderung der Form durch bewusste Vergröberung und Verzicht auf Details, ein holzschnittartiger Charakter mit kantigen Formen und eine kühne Raumgestaltung. Weitere Techniken umfassen den Holzschnitt, die Lithografie und das Aquarell. Die Farbe wurde teilweise sehr pastos aufgetragen, manchmal aber auch mit Benzin verdünnt, um ein schnelleres Arbeiten zu ermöglichen.
Im Gegensatz zum französischen Fauvismus waren für die Brücke-Maler neben der malerischen Form und Bildkomposition auch die seelisch-psychischen Momente und die damit in ihren Augen verbundene Erkenntnis oder Vermutung über den Kern der Dinge bedeutsam. Dabei wandten sie sich vom Menschenbild des 19. Jahrhunderts ab und stellten bisherige Tabuthemen in ihren Malereien dar. Sie wollten ihre Mitmenschen aufrütteln und beunruhigen.
Zu den bevorzugten Motiven der Brücke-Maler zählten der Mensch in Bewegung, Zirkus und Varieté, die Nacht, das Hintergründige, Mensch und Natur, Tanz, Leben in der Großstadt, Akte und Badende.

## Geschichte

### Gründung in Dresden, Juni 1905
Im Jahr 1902 lernten sich die Architekturstudenten Ernst Ludwig Kirchner und Fritz Bleyl an der Technischen Hochschule Dresden kennen. Zur gleichen Zeit schlossen die Gymnasiasten Karl Schmidt-Rottluff und Erich Heckel Bekanntschaft. Zwei Jahre später gingen auch sie nach Dresden, um dort Architektur zu studieren. Über Heckels Bruder, der mit Kirchner befreundet war, kamen Schmidt-Rottluff und Heckel mit diesem in Kontakt.
Schon bald entdeckten die vier Kommilitonen ihr gemeinsames Interesse an der Kunst und beschlossen, eine Künstlergruppe zu gründen, obwohl keiner von ihnen eine malerische Ausbildung besaß. Ihnen war jedoch der Wunsch gemein, die akademische Malweise hinter sich zu lassen und der Kunst eine völlig neue Richtung zu geben. Schmidt-Rottluff und Heckel brachen ihr Studium ab, um sich vollends der Malerei widmen zu können.

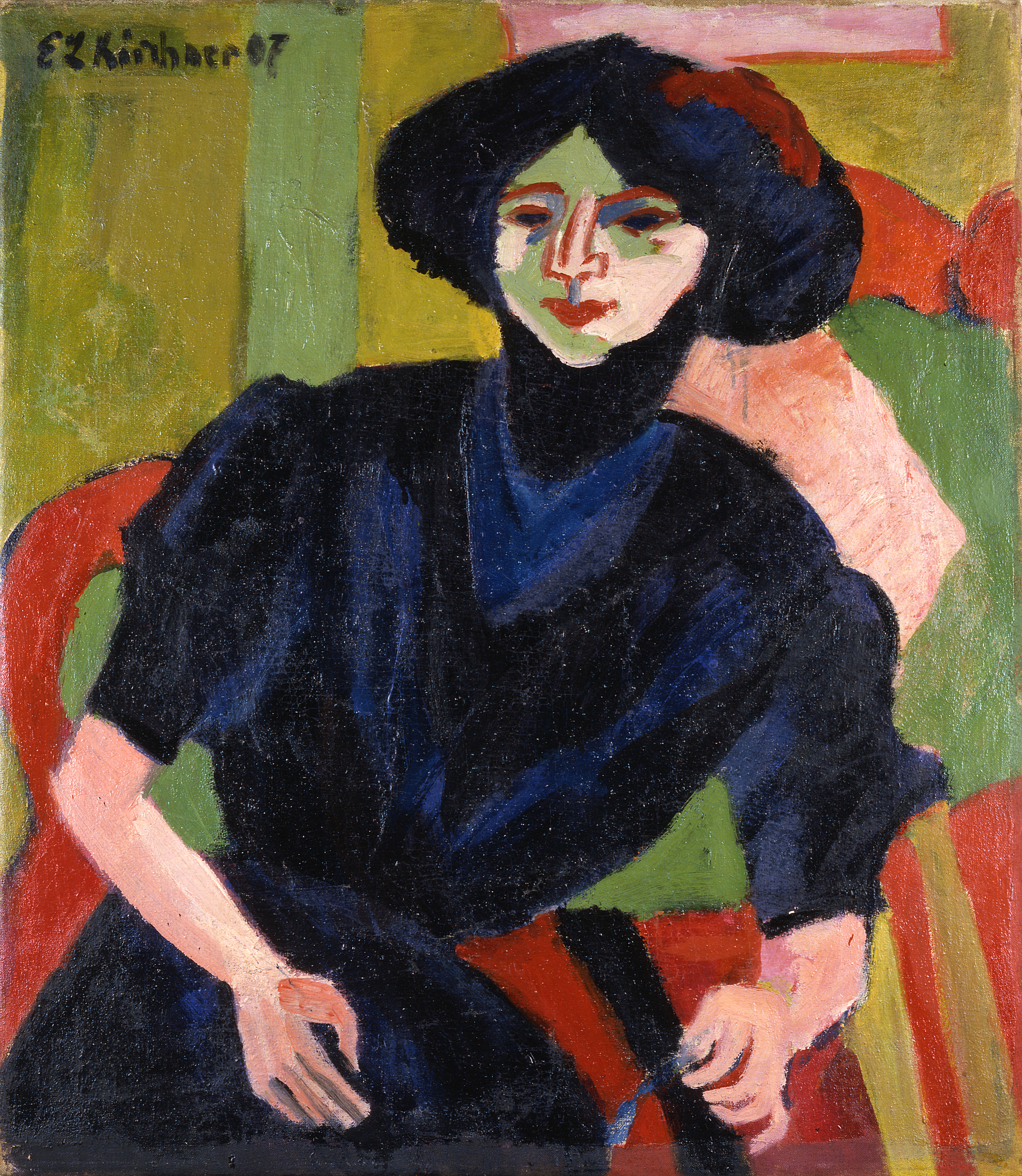
Ernst Ludwig Kirchner: Porträt einer Frau, signiert 1907, Saint Louis Art Museum, Missouri

Das genaue Gründungsdatum der Künstlergruppe war lange Zeit umstritten. Kunstkritiker wie Karl Scheffler, Carl Einstein, Will Grohmann und Franz Roh schwankten in ihren Angaben zwischen den Jahren 1900 und 1906. Erst 1973 offenbarte die Entdeckung einer Kirchner-Skizze den 7. Juni 1905 als Gründungstag.
Unmittelbar nach ihrem Zusammenschluss legte die Gruppe das Stammbuch Odi profanum an, in dem jedes Mitglied seine Ideen und Vorstellungen notierte. Das Motto leiteten sie in Anspielung auf eine Ode des Horaz ab – Odi profanum vulgus („Hinweg, unheil’ger Pöbel“).
Kirchners Wohnung und Bleyls Atelier im Dachgeschoss des Hauses auf der Berliner Straße 65 in der Dresdner Friedrichstadt wurden als gemeinschaftliche Arbeitsräume bald zu eng. Auf der Berliner Straße 60 mietete Heckel daher einen leerstehenden Fleischerladen an, der für die Künstler als Lager und später von Kirchner als Wohn-, Schlaf- und Arbeitsstätte genutzt wurde. Als Atelier diente ein ehemaliger Schusterladen, der über gutes Licht verfügte. Die Räume wurden mit Batiken und Bildern geschmückt und mit selbst angefertigten und bemalten Möbeln eingerichtet. In dieser Umgebung gingen die Künstler ans Werk. In ihren Freundinnen fanden sie die ersten Aktmodelle und widmeten sich nebenbei der Lektüre von Nietzsche, Arno Holz und Walt Whitman.
Die Anfangszeit der Brücke war sehr produktiv. Heckel sagte später: „Hier [im Atelier] waren wir jede freie Stunde.“ Da Heckel seine Bilder teilweise übermalte und Schmidt-Rottluff die meisten seiner frühen Arbeiten vernichtete, sind aus dieser Phase nur wenige Werke erhalten.

### Werbung weiterer Mitglieder, ab 1906

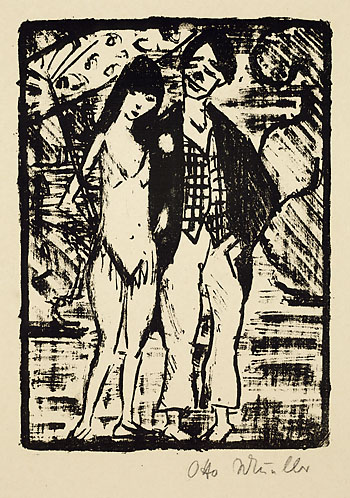
Otto Mueller: Zirkuspaar. Der Zirkus war ein beliebtes Motiv der Brücke-Maler

Früh begann das Werben um weitere sowohl aktive als auch passive Mitglieder. Den Passivmitgliedern wurden – gegen einen jährlichen Mitgliedsbeitrag von 12 und später 25 Mark – eine Jahresmappe mit Originalgraphiken der Künstler sowie ein Jahresbericht mit Informationen über die Arbeit der Brücke angeboten.
1906 trat neben Max Pechstein auch Emil Nolde der Gruppe bei. Schmidt-Rottluff schrieb dem 17 Jahre älteren und fortgeschritteneren Nolde im Frühjahr 1906, „die hiesige Künstlergruppe Brücke würde es sich zur hohen Ehre anrechnen, Sie als Mitglied begrüßen zu können.“ Der Appell zum Anschluss fand Gehör. Nolde hatte der Künstlergruppe nicht nur kunsthistorisch folgenreiche Kontakte vermittelt, sondern auch die Kunst der Radierung. Nolde verließ die Gruppe 1907. Er fühlte sich von dem Trend zum Einheitsstil künstlerisch „gestört“ und äußerte: „Ihr solltet euch nicht Brücke, sondern van Goghiana nennen“. Auch Bleyl schied aus der Gruppe aus, um einen Lehrauftrag als Architekt in Freiberg zu übernehmen.
Die Werbung weiterer aktiver Mitglieder war nicht ohne Erfolg, jedoch blieben sie meist ferne, gelegentlich hilfreiche „Trabanten“. Am stärksten traten der Schweizer Cuno Amiet und der Niederländer Kees van Dongen aus dem Kreis der Fauves in Erscheinung. Amiet wurde von Heckel 1906 postalisch und van Dongen 1908 von Pechstein persönlich in Paris angesprochen. Van Dongen, die international bedeutendste Anwerbung der Brücke, beteiligte sich 1908 an der Parallelausstellung französischer Künstler im Kunstsalon Emil Richter und wird ein Jahr als Mitglied geführt. Mit Edvard Munch und Henri Matisse forderte die Brücke zudem die Überväter der eigenen Rebellion zum Beitritt auf – vergeblich.
Von Noldes geschäftstüchtiger Frau Ada Nolde kam der Vorschlag, auch passive Mitglieder aufzunehmen. Bis zum Zeitpunkt ihrer Auflösung hatte die Gruppe 68 Passivmitglieder, vorwiegend Intellektuelle und Angehörige des Bürgertums. In Hamburg waren es zuerst der Jurist und Graphiksammler Gustav Schiefler mit seiner Frau Luise, die im Herbst 1905 von der Gründung der Brücke hörten und nach Dresden reisten. Schiefler erstellte Werkverzeichnisse von vielen Künstlern und begann 1917, Kirchners Druckgraphik zu katalogisieren.
Im Jahr 1907 bat die Hamburger Kunsthistorikerin Rosa Schapire um Aufnahme als passives Mitglied. Sie widmete ihr Leben alsdann den Werken der Brücke-Künstler, hielt Vorträge, erstellte Werkverzeichnisse und stand in regem Postkarten- und Briefwechsel mit den Malern. Der von ihr am höchsten geschätzte Karl Schmidt-Rottluff malte 1911 das Bildnis Rosa Schapire. Ebenfalls 1907 wurde Martha Rauert, Ehefrau des Hamburger Rechtsanwalts und bekannten Kunstmäzens Paul Rauert, Schwager und enger Freund Albert Ballins, in die Reihen der passiven Mitglieder der Brücke aufgenommen. Karl Schmidt-Rottluff malte Paul Rauert 1911. Emil Nolde malte ihn 1910 und 1915. Ein weiteres passives Mitglied war der Kunsthistoriker Wilhelm Niemeyer.

### Pechsteins Umzug nach Berlin, 1908

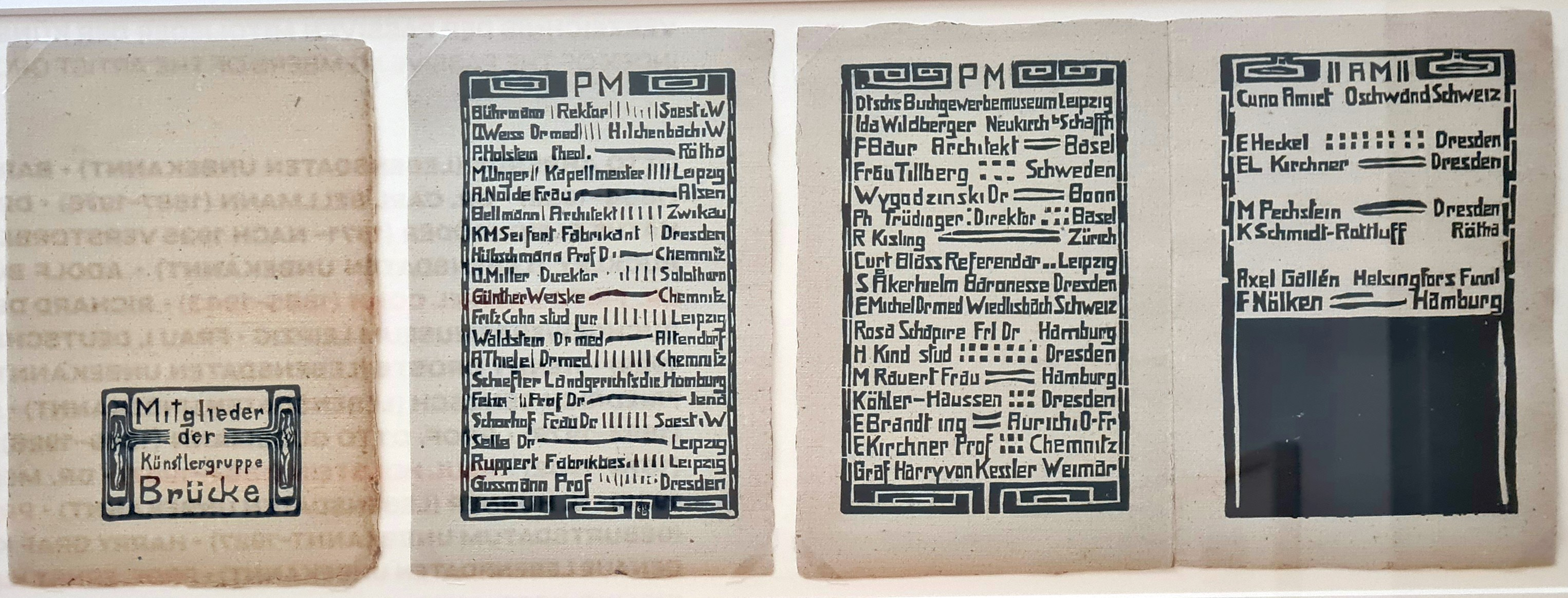
Mitgliederverzeichnis 1909

1908 zog Pechstein nach Berlin. Er sollte ein Haus des Architekten Bruno Schneidereit am Kurfürstendamm ausmalen und richtete sich dort ein Atelier ein. Heckel und Kirchner besuchten ihn mehrmals. Pechstein berichtete später: „Als wir in Berlin beisammen waren, vereinbarte ich mit Heckel und Kirchner, dass wir zu dritt an den Seen um Moritzburg nahe Dresden arbeiten wollten.“

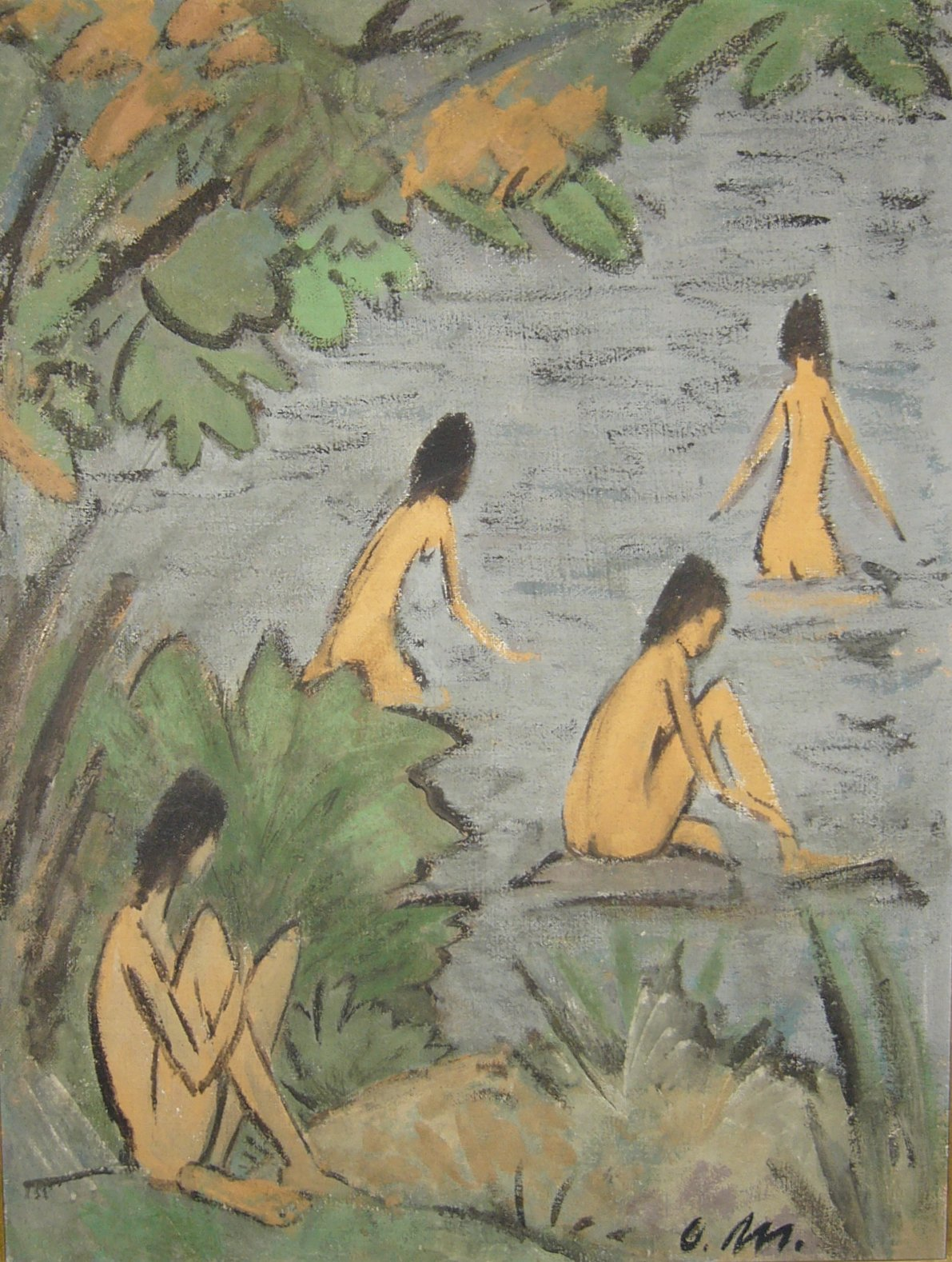
Otto Mueller: Landschaft mit Badenden. Bei ihren Ausflügen in die freie Natur schufen die Maler zahlreiche Aktbilder.

Das Ziel dieser Ausflüge war die Darstellung der Harmonie von Mensch und Landschaft. Die Künstler wollten den Menschen in seiner wahren Natur darstellen. Ein sehr beliebtes Motiv waren Badende. Als Aktmodelle dienten neben Freunden der Künstler auch Kinder. Besonders die neunjährige Fränzi wurde von den Brücke-Malern gern und häufig porträtiert. Pechstein war der Meinung, dass die Arbeit an den Moritzburger Seen das Wirken der Gemeinschaft „abermals ein großes Stück vorwärts gebracht“ habe. Um diese Zeit war erstmals ein einheitlicher Gruppenstil erkennbar.

### Gründung der „Neuen Secession“, 1910
1910 wurden unter anderem Pechsteins Bilder von der Berliner Secession abgelehnt. Dies hatte die Gründung der Neuen Secession unter Pechsteins Leitung zur Folge, der aus Solidarität auch die übrigen Brücke-Mitglieder beitraten. Im Mai 1910 fand im Kunstsalon Macht an der Kaiser-Wilhelm-Gedächtniskirche die Protestausstellung Zurückgewiesener der Secession Berlin statt. Die Kritiken fielen vernichtend aus. Max Osborn schrieb, wenn die Gruppe auf diesem Weg blind weitertappe, werde das Ende ein großes Fiasko und ein ungeheurer Katzenjammer sein.
Pechstein notierte in seinen Erinnerungen: „Man bespie unsere Bilder, auf die Rahmen wurden Schimpfworte gekritzelt und ein Gemälde von mir (…) von einem Missetäter mit einem Nagel oder Bleistift durchbohrt.“ Infolge dieser Ausstellung trat Otto Mueller als letztes Mitglied der Gruppe bei.

### Umzug nach Berlin – Ende 1911

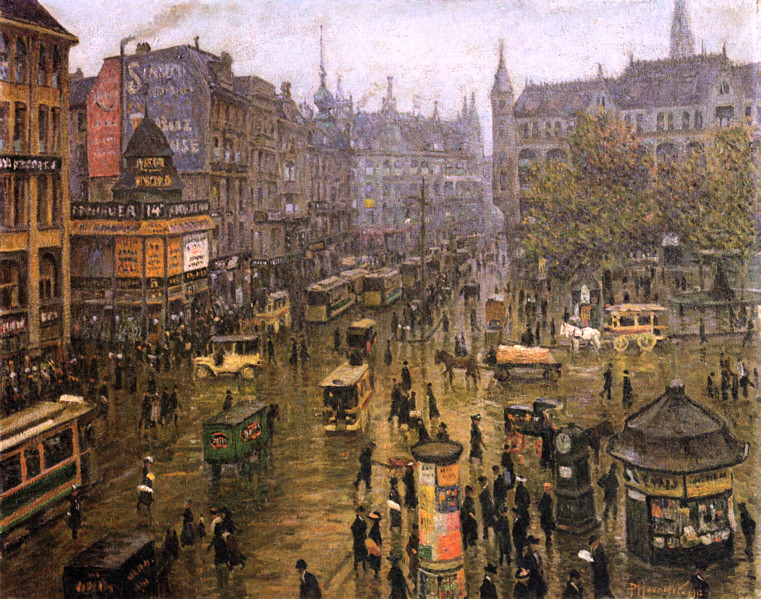
Berlin im Jahr 1912. Ein Jahr zuvor waren die Brücke-Künstler in die Hauptstadt gezogen. Gemälde von Paul Hoeniger

Ende des Jahres 1911 folgten die anderen Mitglieder Pechstein und siedelten ebenfalls in die Hauptstadt über. Heckel übernahm das Atelier von Mueller in Steglitz. Kirchner zog nach Wilmersdorf, wo auch Pechstein arbeitete, und gründete mit diesem die Malschule MUIM-Institut (Moderner Unterricht im Malen), die wenig später wegen Schülermangels wieder schließen musste.
In Berlin erhofften sich die Brücke-Maler einen besseren Kontakt zu Sammlern und Händlern sowie ein aufgeschlossenes Publikum. Doch das Leben war hart, und die Künstler hatten mit schwerer finanzieller Not zu kämpfen. Sie nahmen Kontakt zu den Verlegern Herwarth Walden und Franz Pfemfert auf und veröffentlichten ihre Arbeiten in deren Zeitschriften Der Sturm und Die Aktion.

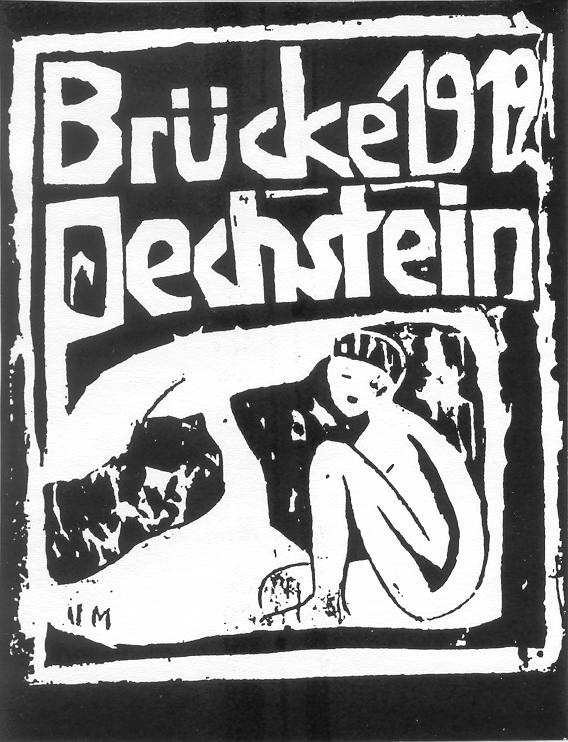
Umschlag der Jahresmappe 1912 nach einem Entwurf von Otto Mueller, die wegen Pechsteins Ausschluss nie veröffentlicht wurde

Das Leben in der Großstadt beeinflusste die Künstler nachhaltig. Hier kamen sie erstmals mit den Werken des Kubismus und des Futurismus in Berührung, deren Stilelemente in ihre eigenen Bilder einflossen. Auch wenn die Brücke-Mitglieder nach wie vor zusammenarbeiteten, löste sich der Gruppenstil langsam auf, und mehrere Individualstile nahmen seinen Platz ein.
Sie stellten im Februar 1912 in der Galerie Goltz in München gemeinsam in der zweiten Ausstellung des Blauen Reiters aus, der dort ein Jahr zuvor gegründet worden war, und beteiligten sich im Sommer an der bedeutenden Sonderbundausstellung in Köln.
Kurz darauf wurde Pechstein als „Verräter“ aus der Brücke ausgeschlossen, da er ohne Erlaubnis der anderen in der Berliner Secession ausgestellt hatte. Kirchner sprach später von einem „Vertrauensbruch“. Die bereits fertiggestellte Jahresmappe über Pechstein wurde daraufhin nicht mehr veröffentlicht, und die Gruppe trat geschlossen aus der Neuen Secession aus.

### Auflösung, Mai 1913
Im Jahresbericht 1912 kündigte Kirchner an, dass noch im Frühjahr eine Chronik von Brücke erscheinen werde. Diese von Kirchner verfasste Schrift entstand zwar im Einvernehmen mit den anderen Gruppenmitgliedern, doch der Text war ihnen zu einseitig und wurde abgelehnt. Kirchner stellte sich in der Chronik selbst als wahres Genie der Gruppe dar und hob seinen Einfluss hervor. Er schrieb außerdem unter einem Pseudonym Kritiken über die Werke der Brücke-Maler, in denen er die anderen Mitglieder beschuldigte, von ihm abgeschaut zu haben. Um seinen Führungsanspruch zu untermauern, datierte er sogar einige seiner Bilder vor.
Heckel sagte später über die Chronik: „Der Text hat uns vor den Kopf gestoßen.“ Kirchner empfand die Ablehnung durch seine Kameraden wiederum als Undankbarkeit und zog sich in der Folgezeit immer mehr zurück. Im Mai 1913 beschlossen daraufhin die übrigen Mitglieder die Auflösung der Gruppe. In einem Brief, der von Kirchner nicht mehr unterzeichnet wurde, setzten Heckel und Schmidt-Rottluff die Passivmitglieder davon in Kenntnis.
Die Chronik, die letztlich zum Ende der Gemeinschaft geführt hatte, wurde von Kirchner einige Jahre später doch noch veröffentlicht. Später distanzierte er sich von der Brücke und wollte nicht mehr in Zusammenhang mit dieser genannt werden.

## Bildthemen

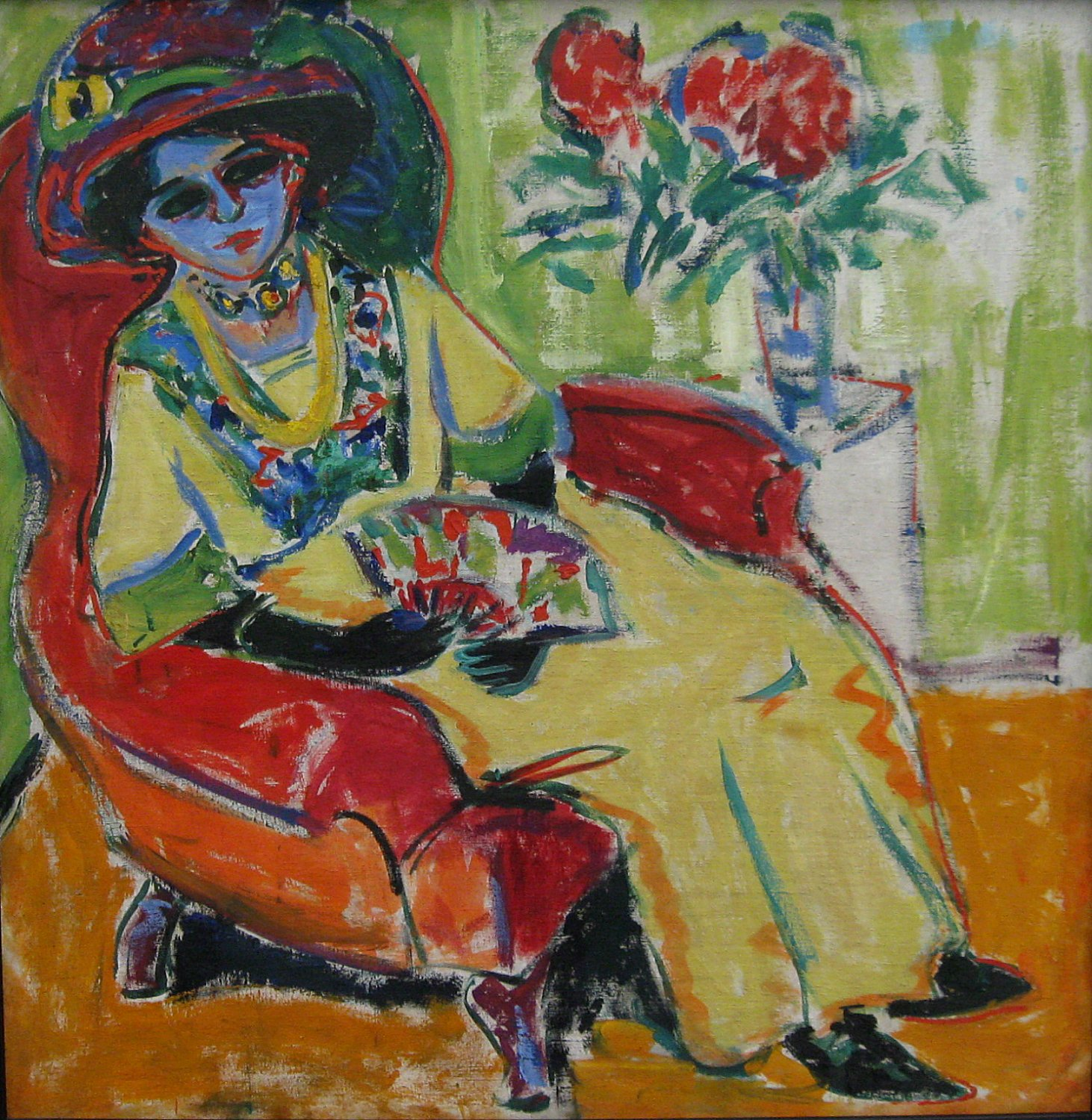
Ernst Ludwig Kirchner: Sitzende Dame (Dodo), 1907, Pinakothek der Moderne

Die ersten Themen der Brücke waren das Stadtleben, Zirkus und Varieté, der Mensch in Bewegung, Tanz, Aktdarstellungen und Landschaften. Sie veranstalteten schon bald Exkursionen aufs Land und in die freie Natur, zum Beispiel nach Goppeln. 1907 entdeckte Heckel durch Zufall die Ortschaft Dangast im Atlas, die von den Künstlern in den darauf folgenden Jahren häufig besucht und in zahlreichen Bildern festgehalten wurde. Auch andere Ausflüge, etwa nach Fehmarn, die Flensburger Förde oder Nidden auf der Kurischen Nehrung wurden unternommen, häufig jedoch nicht geschlossen, sondern in Kleingruppen oder alleine.

## Ausstellungen
1905 fand im Durchgangsraum der Leipziger Kunsthalle von Beyer und Sohn erstmals eine Ausstellung von Brücke-Bildern statt. Im Juli 1906 wurden weitere Werke in Braunschweig gezeigt.
Die erste Brücke-Ausstellung in Dresden wurde am 24. September 1906 im Mustersaal der Lampenfabrik der Dresdner Kunstwerkstätten Karl Max Seifert (Dresden-Löbtau, Gröbelstraße 17) eröffnet. Ein von Bleyl gefertigtes Plakat, das einen Frauenakt zeigte, war von der Polizei im Vorfeld verboten worden.
Die Veranstaltung war kein Erfolg. Die Zuschauer blieben fern und auch die Kritiken waren gemischt. Das konservative, monarchisch geprägte Dresdner Publikum reagierte größtenteils ablehnend und schockiert auf die Werke der Maler, ebenso wie auf deren unkonventionelle Lebens- und Arbeitsweise. Von ihren Kritikern wurden sie als „Hottentotten im Frack“ bezeichnet. In den Folgejahren wurden Wanderausstellungen der Brücke-Künstler in ganz Deutschland gezeigt.

## Mitglieder
- Ernst Ludwig Kirchner, 1905–1913
- Karl Schmidt-Rottluff, 1905–1913
- Fritz Bleyl, 1905–1907
- Erich Heckel, 1905–1913
- Max Pechstein, 1906–1912
- Emil Nolde, 1906–1907
- Otto Mueller, 1910–1913

Ernst Ludwig Kirchner:
Die Maler der „Brücke“, 1925, Museum Ludwig (v. l. n. r.):
Mueller, Kirchner, Heckel, Schmidt-Rottluff

Folgende Künstler wurden zwar in die Gruppe aufgenommen, werden jedoch bis heute nicht zum engeren Kreis der Brücke-Mitglieder gezählt, da sie eher selten mit den anderen Mitgliedern zusammenarbeiteten und nur an wenigen Ausstellungen beteiligt waren.
- Cuno Amiet, 1906–1913
- Akseli Gallen-Kallela, 1907–1908
- Kees van Dongen, 1908–1909
- Franz Nölken, 1908–1912
- Bohumil Kubišta, 1911–1913

## Rezeption

### Vorbilder

Vincent van Gogh: Sternennacht. Der niederländische Maler gilt als ein wichtiges Vorbild der Brücke

Ein großes Vorbild der Brücke war Vincent van Gogh, von dem bereits 1905 in der Dresdner Galerie Arnold 50 Gemälde ausgestellt waren. Fritz Schumacher, ein ehemaliger Lehrer der Brücke-Mitglieder sagte, die Künstler seien angesichts der Bilder „außer Rand und Band“ geraten. Van Goghs Einfluss wird vor allem hinsichtlich der Pinselführung und der Farbgebung deutlich.
Auch Paul Gauguin beeinflusste die Kunst der Brücke nachhaltig. Seine Bilder wurden 1906 in Dresden gezeigt. Gauguins Reisen nach Tahiti veranlassten Nolde und Pechstein später zu Aufenthalten in der Südsee und auf Palau.
Zahlreiche Anregungen holten sich die Brücke-Maler bei Besuchen im Dresdner Kupferstichkabinett und den dort ausgestellten Werken der Renaissance und des Barock. Kirchner war ein großer Bewunderer Albrecht Dürers, den er in der Chronik als „Pfadfinder der Gestaltung“ bezeichnete.
Die Künstler beschäftigten sich eingehend mit den Holzschnitten des 15. und 16. Jahrhunderts und dem Flächenholzschnitt des 19. Jahrhunderts. Im Dresdner Völkerkundemuseum lernten sie die afrikanische Primitivkunst (Art primitif) kennen, deren Holzplastiken und Masken sie in ihrem gestalterischen Ausdruck beeinflussten. Entsprechende Studienobjekte erstand man bei seinerzeit in Deutschland noch seltenen Händlern exotischer Kunst, wie dem Volkskundler Julius Konietzko.
Während ihrer Zeit in Dresden bezog die Gruppe mehrere Kunstzeitschriften, darunter die englische Studio und die Münchner Jugend. In Publikationen wie Ver Sacrum entdeckten sie den Symbolismus und den Jugendstil. Einmal brachte Kirchner aus einer Bibliothek einen Band von Julius Meier-Graefe über moderne französische Kunst mit. Bleyl sagte dazu: „Wir waren begeistert (…) Wir suchten Weiterbildung, fortschrittliche Entwicklung und Lösung von Herkömmlichen.“ 1907 reiste Pechstein im Anschluss an einen Italienaufenthalt nach Paris und lernte dort die Arbeiten der Fauves kennen. 1908 stellten die beiden Gruppen gemeinsam in Dresden aus. In den Berliner Jahren der Brücke finden sich kubistische und futuristische Elemente in den Bildern der Künstler.
Nicht eindeutig belegt ist der Einfluss Edvard Munchs auf die Künstlergruppe. 1906 waren im Sächsischen Kunstverein 20 Werke des Malers zu sehen, um dessen Mitgliedschaft sich die Brücke vergeblich bemühte. Später bestritten jedoch alle Mitglieder, von Munch beeinflusst worden zu sein.

### Nachwirkung
In den Jahren der Weimarer Republik erlangten vor allem die ehemaligen Brücke-Mitglieder Emil Nolde, Max Pechstein und Ernst Ludwig Kirchner große Popularität. Die stimmungsvollen Bilder der Künstlergruppe hatten darüber hinaus einen entscheidenden Einfluss auf die Entwicklung des deutschen Films der 1920er und 1930er Jahre. Regisseure wie Fritz Lang (Metropolis), Friedrich Wilhelm Murnau (Nosferatu – Eine Symphonie des Grauens) oder Robert Wiene (Das Cabinet des Dr. Caligari) zitierten in ihren Werken Stilmittel der Expressionisten.
1926 malte Kirchner das Gruppenbild Eine Künstlergemeinschaft, auf dem neben ihm selbst Schmidt-Rottluff, Heckel und Mueller zu sehen sind.
Während der Zeit des Nationalsozialismus galten expressionistische Bilder als „Entartete Kunst“. Die Ausstellung „Entartete Kunst“, die insgesamt etwa 650 Bilder zeigte, bestand annähernd zur Hälfte aus Werken der Brücke-Maler.
1957 veranstaltete der Oldenburger Kunstverein die bahnbrechende Ausstellung „Maler der Brücke in Dangast von 1907 bis 1912“, die vom damaligen Kustos am Niedersächsischen Landesmuseum für Kunst und Kulturgeschichte, Gerhard Wietek, kuratiert wurde. Die Ausstellung, mit der auch die kunstgeschichtliche Bedeutung des Nordseebades Dangast gezeigt werden konnte, trug wesentlich zur nachfolgenden Forschung über die Künstlergruppe bei.

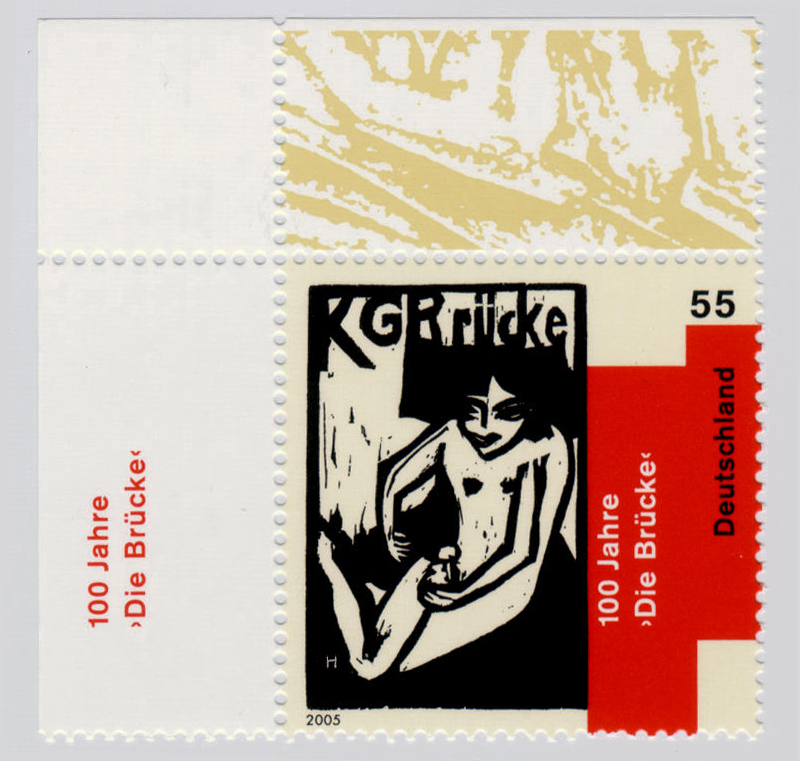
100 Jahre KG Brücke: deutsche Briefmarke von 2005

1967 wurde in Berlin das Brücke-Museum eröffnet, dessen Bau von Schmidt-Rottluff angeregt worden war. Das Museum zählt etwa 400 Gemälde und Plastiken und einige Tausend Zeichnungen, Aquarelle und Graphiken und ist damit die weltweit größte zusammenhängende Sammlung von Werken dieser expressionistischen Künstler. 2001 wurde das Museum der Phantasie in Bernried eröffnet, das die von Lothar-Günther Buchheim zusammengetragene umfangreiche Sammlung von namhaften Werken der Brücke-Maler ausstellt.
Die Künstlergruppe Brücke und ihre Werke genießen neben dem Blauen Reiter bei vielen Kunstkennern den Ruf, sie seien der bedeutendste Beitrag der deutschen Kunst des 20. Jahrhunderts an der „Weltkunst“.

## Sonderausstellungen
2005 fanden anlässlich des 100. Gründungsjubiläums der Brücke zahlreiche Sonderausstellungen statt. Das Bundesministerium der Finanzen gab eine 55-Cent-Sonderbriefmarke heraus.
- 29. August 2010 bis 9. Januar 2011: Der Blick auf Fränzi und Marcella. Zwei Modelle der Brücke-Künstler im Sprengel Museum Hannover,
- 8. Juni 2018 bis 15. September 2018: Kirchner und die »Künstlergemeinschaft Brücke« in der Staatsgalerie Stuttgart
- 17. November 2018 bis 24. März 2019: Die Brücke im Museum Frieder Burda in Baden-Baden
- 21. November 2021 bis 27. Februar 2022: Brücke und Blauer Reiter, Von der Heydt-Museum, Wuppertal

## Galerie

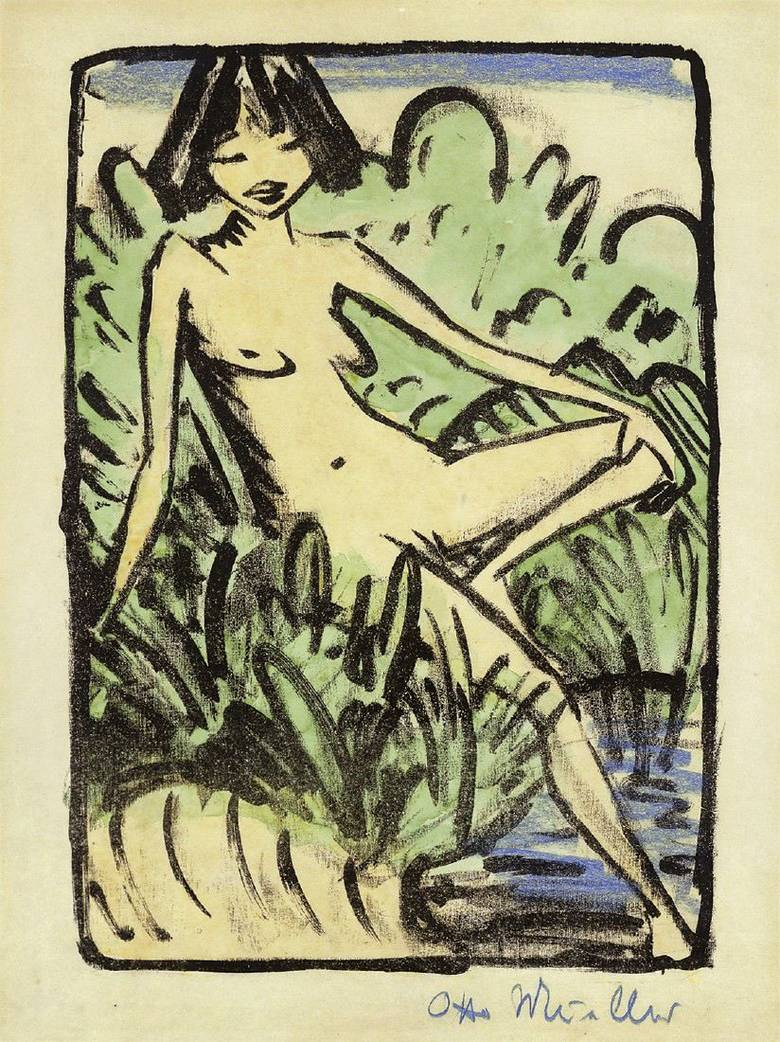
Otto Mueller: Am Ufer sitzendes Mädchen
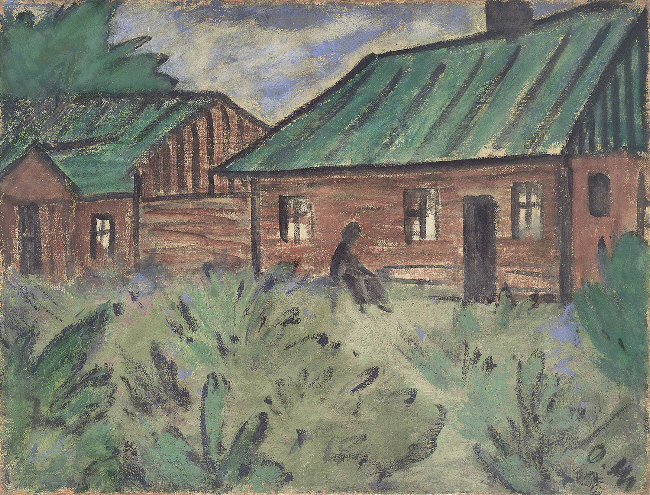
Otto Mueller: Häuser mit grünen Dächern
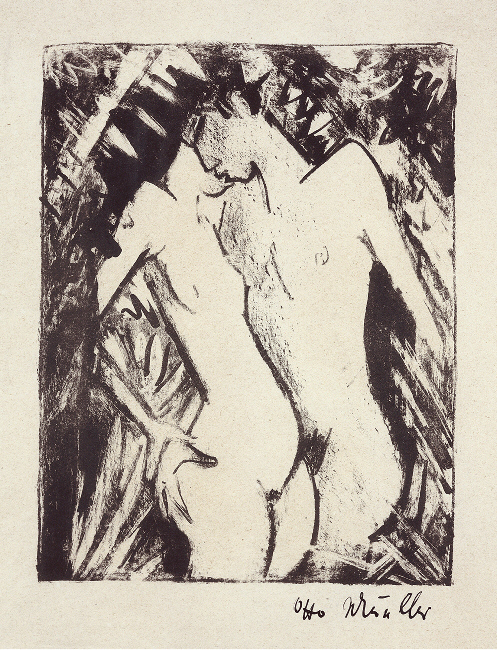
Otto Mueller: Stehendes Liebespaar
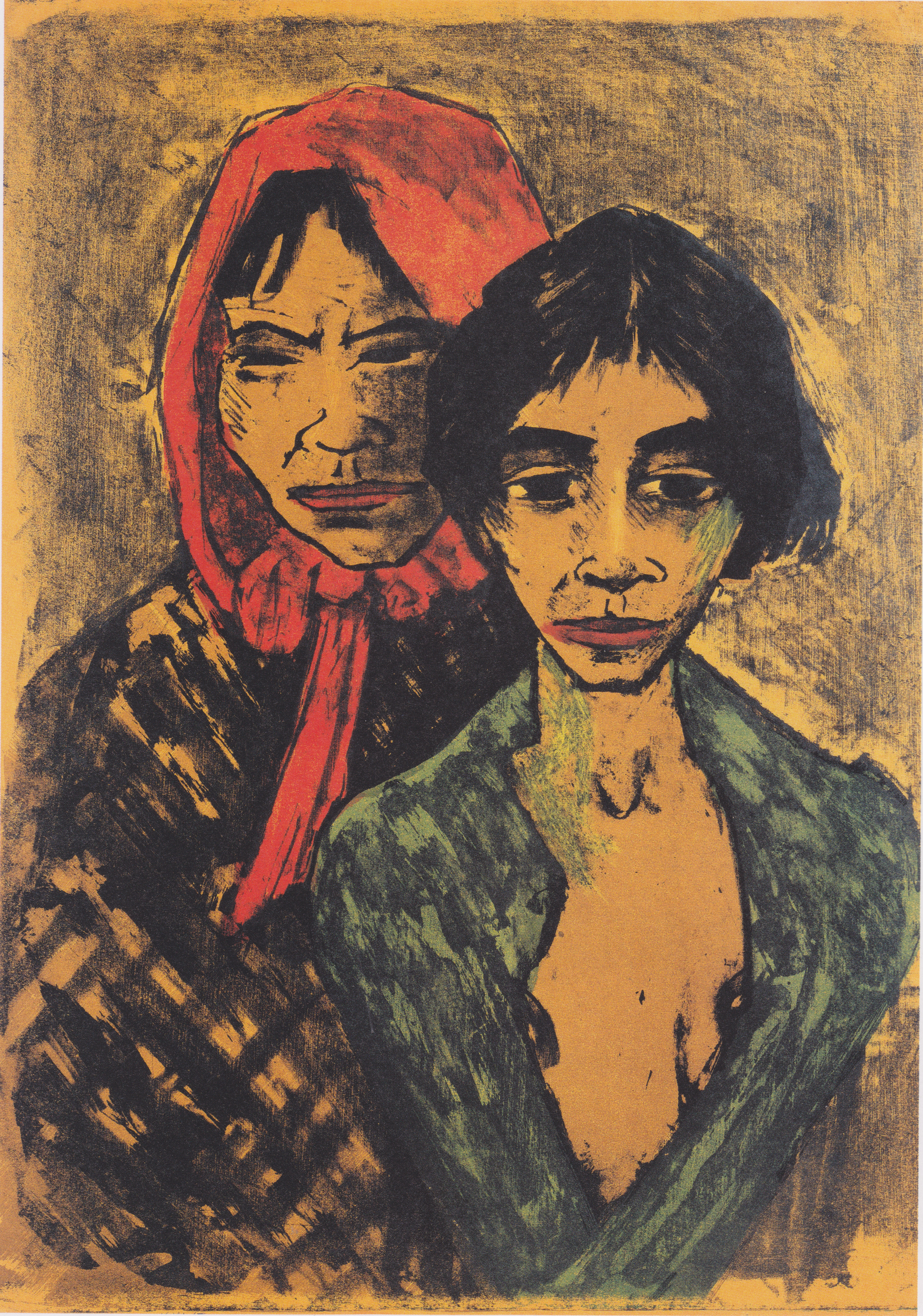
Otto Mueller: Zwei Zigeunerinnen
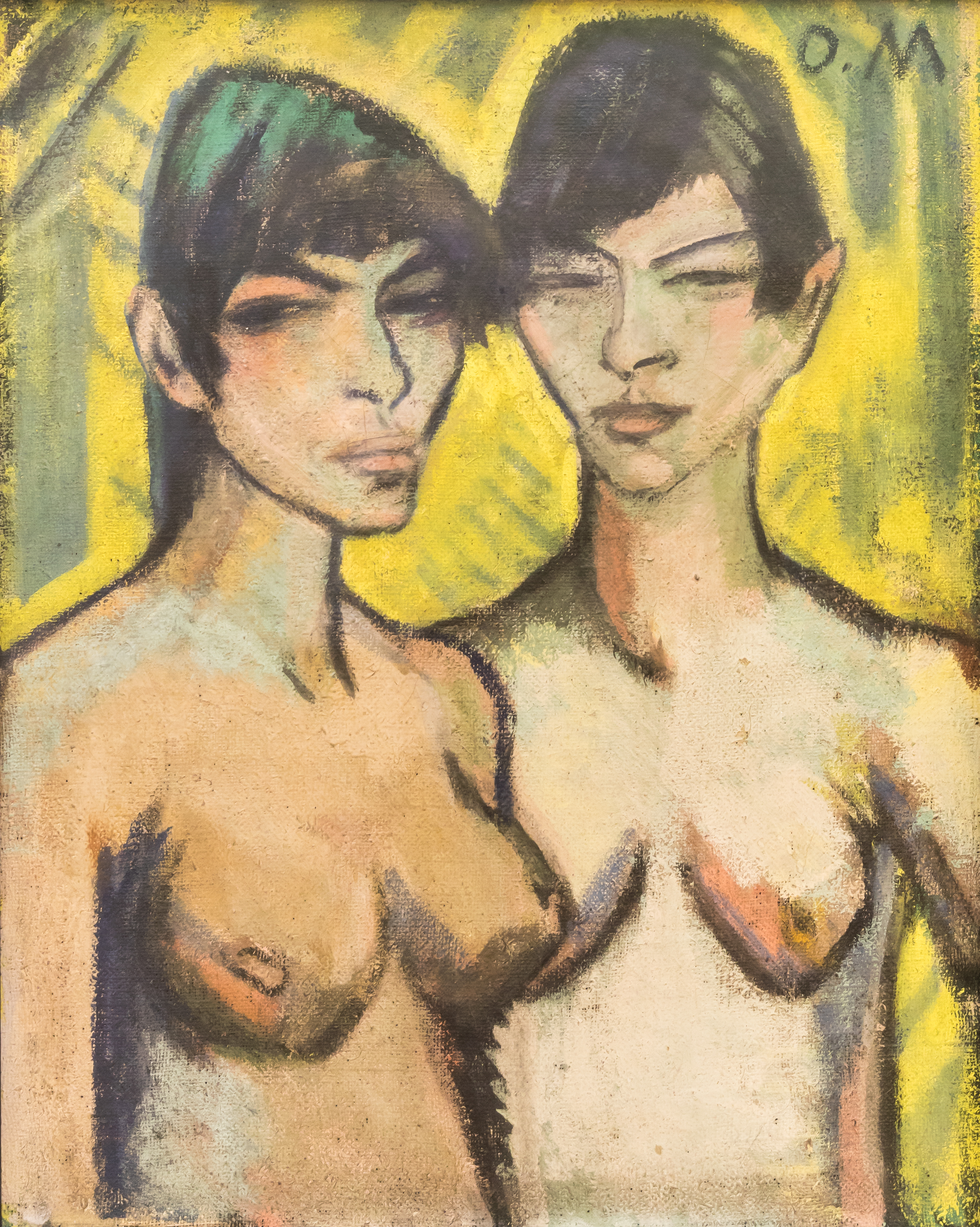
Otto Mueller: Zwei Mädchenakte
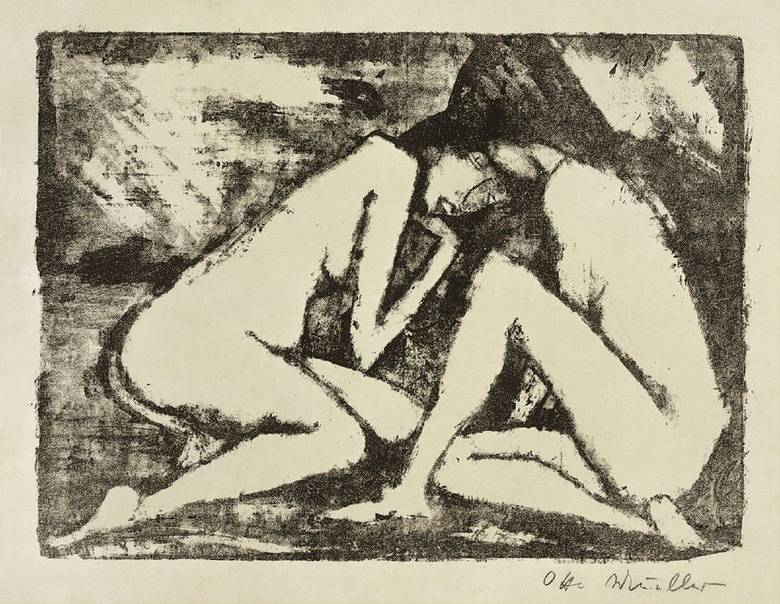
Otto Mueller: Zwei sitzende Mädchen
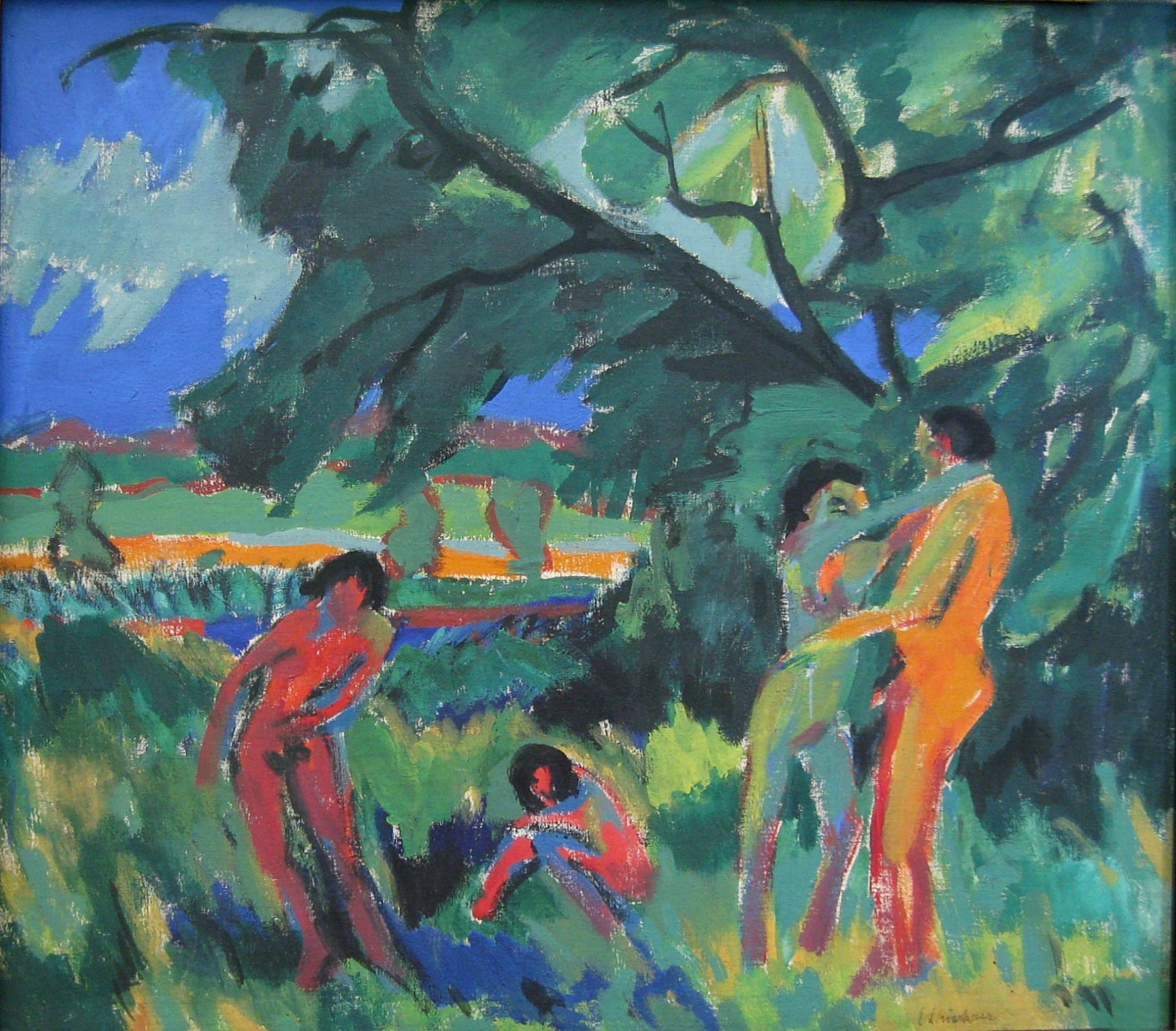
Ernst Ludwig Kirchner: Spielende nackte Menschen, 1910/11